# The Kingdom (film 2007)
The Kingdom è un film del 2007 diretto da Peter Berg.

## Trama
Durante una partita di softball in un complesso residenziale di una compagnia petrolifera americana a Riad, in Arabia Saudita, i terroristi di al Qaida fanno esplodere una bomba, uccidendo americani e sauditi. Mentre una squadra dirotta un'auto e spara ai residenti, un attentatore suicida che indossa una falsa uniforme della polizia si fa esplodere, uccidendo tutti quelli che gli stanno vicino. Il sergente Haytham della polizia di Stato saudita uccide i ladri d'auto. L'addetto legale dell'FBI in Arabia Saudita, l'agente speciale Fran Manner, chiama il suo collega statunitense, l'agente speciale Ronald Fleury, per informarlo dell'attacco. Manner sta discutendo della situazione con l'agente speciale DSS Rex Burr quando un'ambulanza piena di esplosivi viene fatta esplodere, uccidendo Manner, Burr e molti altri.
Al quartier generale dell'FBI a Washington D.C., Fleury informa la sua squadra di dispiegamento rapido sull'attacco. Sebbene il Dipartimento di Giustizia degli Stati Uniti e il Dipartimento di Stato degli Stati Uniti ostacolino gli sforzi dell'FBI per indagare sull'attacco, Fleury ricatta l'ambasciatore saudita per consentire a una squadra investigativa dell'FBI di entrare in Arabia Saudita. Fleury riunisce l'agente speciale Janet Mayes, un esaminatore forense, l'analista dell'FBI Adam Leavitt, un analista dell'intelligence, e l'agente speciale Grant Sykes, un tecnico di bombe, per andare in Arabia Saudita. All'arrivo vengono accolti dal colonnello Faris al-Ghazi, il comandante della polizia dello Stato saudita che garantisce la sicurezza nel complesso. L'indagine è condotta dal generale Al Abdulmalik del SANG, che non dà a Fleury e alla sua squadra il permesso di indagare.
La squadra dell'FBI è invitata al palazzo del principe saudita Ahmed bin Khaled per una cena. Mentre è a palazzo, Fleury convince il principe che il colonnello al-Ghazi è un detective naturale e dovrebbe essere autorizzato a condurre le indagini. Con questo cambio di leadership, agli americani è consentito l'accesso diretto alla scena del crimine. Durante la ricerca di prove, il sergente Haytham e Sykes scoprono che la seconda bomba è stata fatta esplodere in un'ambulanza. Fleury scopre che il fratello di uno dei terroristi morti aveva accesso alle ambulanze e alle uniformi della polizia. Il colonnello al-Ghazi ordina a una squadra delle forze speciali di fare irruzione in una casa, riuscendo a uccidere alcuni terroristi pesantemente armati. Dopo il raid, la squadra scopre degli indizi, comprese le foto degli Stati Uniti e di altre ambasciate occidentali a Riyadh. Poco dopo, il vice capo della missione dell'ambasciata degli Stati Uniti, Damon Schmidt, informa Fleury e la sua squadra che è stato loro ordinato di tornare negli Stati Uniti.
Sulla strada per l'aeroporto internazionale Re Khalid, il loro convoglio viene attaccato e reso inutilizzabile. Leavitt viene trascinato fuori dall'auto distrutta e rapito mentre Fleury riesce a ferire un aggressore. Al-Ghazi requisisce un veicolo civile per inseguire il quarto SUV e l'altra auto che sta portando Leavitt nel pericoloso quartiere Al-Suwaidi di Riyadh. Mentre si fermano, un uomo armato spara loro granate con propulsione a razzo e inizia un feroce scontro a fuoco. Leavitt è legato all'interno di un complesso.
Mentre Sykes e Haytham sorvegliano l'ingresso del complesso, al-Ghazi, Fleury e Mayes seguono una scia di sangue e uccidono molti uomini armati all'interno. Mayes, separata dagli altri, trova Leavitt e i suoi aggressori, che stanno preparando un video dell'esecuzione di Leavitt. Uccide i rimanenti insorti e al-Ghazi e la squadra iniziano ad andarsene. Fleury poi si rende conto che c'è una scia di sangue che porta sul retro dell'appartamento. Dopo essere entrati, Mayes conforta una ragazza nell'appartamento e le offre delle caramelle. In cambio, la ragazza offre a Mayes una biglia, simile a quelle incastonate nei corpi di alcune vittime dei bombardamenti. Al-Ghazi vede il nonno, allunga la mano e si offre di aiutarlo ad alzarsi. Quando il vecchio gli dà la mano, al-Ghazi vede che all'uomo mancano le stesse dita di Abu Hamza al-Masri nei numerosi video del gruppo terroristico e conferma il suo sospetto che il nonno sia il capo dei terroristi. Il nipote adolescente di Abu Hamza esce dalla camera da letto e spara ad al-Ghazi al collo, poi inizia a puntare la pistola contro Mayes, spingendo Fleury ad ucciderlo. Abu Hamza poi tira fuori un fucile d'assalto e Haytham lo uccide. Mentre Abu Hamza muore, un altro nipote lo abbraccia e Abu Hamza gli sussurra qualcosa all'orecchio per calmare il bambino. Al-Ghazi muore tra le braccia di Fleury.
A casa di al-Ghazi, Fleury e Haytham incontrano la sua famiglia. Fleury dice a suo figlio che al-Ghazi era un suo buon amico, una scena simile a un'altra precedente in cui confortava il figlio dell'agente speciale Manner. Fleury e la sua squadra tornano negli Stati Uniti, dove vengono elogiati dal direttore dell'FBI James Grace per il loro eccezionale lavoro. Leavitt chiede a Fleury e Mayes cosa egli avesse sussurrato per calmarli. La scena si interrompe mostrando la figlia di Abu Hamza che chiede al proprio figlio cosa gli avesse sussurrato suo nonno mentre stava morendo. Il nipote dice a sua madre: "Non temerli, bambina mia. Li uccideremo tutti", una frase simile a quella che Fleury aveva sussurrato a Mayes.

## Produzione
Le riprese del film sono iniziate nel mese di giugno del 2006. Si sono svolte prevalentemente a Phoenix ma anche a Mesa e Gilbert. I maggiori set del film sono stati costruiti nel politecnico dell'Arizona State University e Washington intorno al Memoriale della Seconda guerra mondiale e al Dipartimento di giustizia.
Durante le riprese del film, l'attrice Jennifer Garner (Janet Mayes) è svenuta più volte a causa del caldo eccessivo. A causa di tali avvenimenti, i media ipotizzarono una sua seconda gravidanza (notizia che si rivelò successivamente essere falsa).

## Distribuzione
Il film uscì nei cinema americani e in buona parte del resto del mondo il 28 settembre 2007, riscuotendo critiche più positive nel mondo arabo che in quello occidentale 
Il film è uscito nelle sale italiane il 30 novembre 2007.
The Kingdom è stato pubblicato in Italia in versione home video il 23 aprile 2008, piazzandosi in prima posizione tra i DVD più venduti nella prima settimana d'uscita. Esiste anche in formato Blu-ray ad alta definizione.

## Accoglienza

### Incassi
Negli Stati Uniti il film ha ottenuto un buon successo con oltre 47450000 $ di incasso totale. In Italia, invece, ha raccolto la cifra di 575000 €.

## Promozione
(Tagline del film)
Per promuovere la pellicola, Jamie Foxx (Ronald Fleury) e Jennifer Garner hanno fatto un tour mondiale fermandosi particolarmente a Parigi, Londra e Berlino. Inoltre, insieme hanno anche presentato gli MTV Video Music Awards 2007.